# Chrysler (marca)

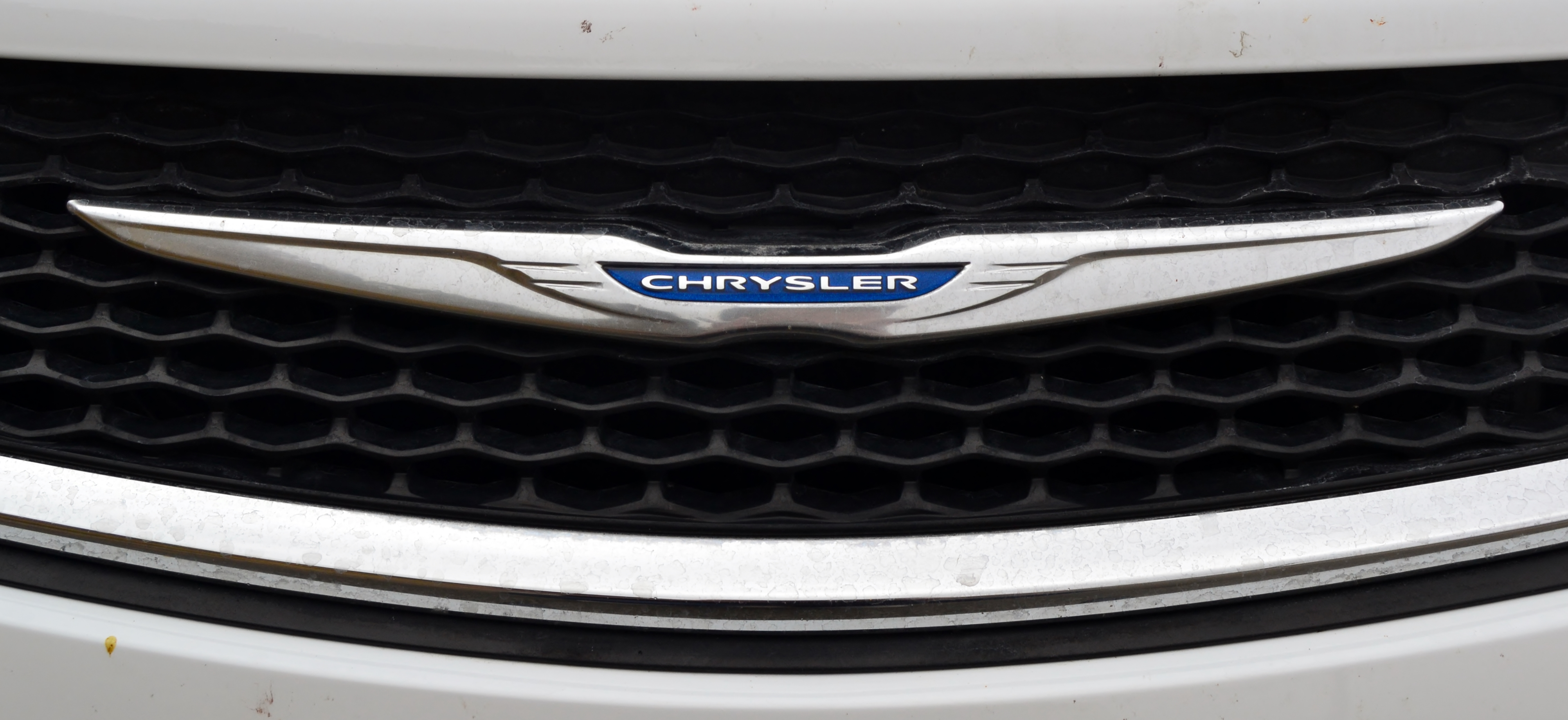
Logotipo atual da Chrysler

Chrysler é uma marca de automóveis americana e marca premiada da montadora Stellantis North America. Em 2014, a antes conhecida como Chrysler Group LLC, em homenagem a seu fundador Walter Chrysler, com a fusão da Fiat e Chrysler e posteriormente fusão com o Grupo PSA, passou a se chamar Fiat Chrysler Automobiles (FCA US).

## Visão geral
A marca Chrysler ocupava originalmente posição de alto padrão de luxo concorrendo com Cadillac e Lincoln, de propriedade, respectivamente, de rivais de Detroit do Grupo Chrysler, General Motors e Ford Motor Company.  A Chrysler foi a marca de topo no portfólio do que era então conhecida como Chrysler Corporation, liderado por seu modelo de topo, o Imperial. Em 7 de julho de 1928, a divisao Plymouth começava a fabricar carros. Ela entrou como uma marca de carros de custo baixo, para combater os carros Chevrolet e Ford. Criou modelos marcantes na década de 60 e começo da década de 70. Sobreviveu até o ano de 2001, onde foi descontinuada devido a falta de modelos, isolamento e decadência da mesma.
Após a corporação decidir colocar o Imperial como uma marca separada em 1955 para competir melhor com Cadillac e Lincoln, a Chrysler se tornou a marca número dois da corporação, mas ainda oferecendo produtos de luxo e quase de luxo. A linha da Chrysler Motor era formada por: Plymouth (entrada), DeSoto (intermediária), Dodge (intermediária de luxo), Chrysler (luxo) e Imperial (super luxo). O posicionamento da marca Chrysler em direção a uma marca de preço médio da Chrysler fez com que extinguisse a marca DeSoto depois de 1961 e fundir a maioria dos veículos DeSoto na nova Chrysler Newport. Após a marca Imperial ser abandonada em 1975, a Chrysler, mais uma vez tornou-se uma marca de topo de linha.

## Modelos
A América do Norte Chrysler line-up consiste em:
- Chrysler 200 (2011-2016)
- Chrysler 300 (1955-1971, 1979, 1999-presente)
- Chrysler Town & Country (1941-1988, 1990-presente)

A linha internacional:
- Chrysler Ypsilon (2011-2015; Reino Unido, Irlanda e Japão somente) (rebatizado deLancia Ypsilon)
- Chrysler Delta (2011-2014; Reino Unido e Irlanda apenas) (rebatizado Lancia Delta)
- Chrysler 300 (1999-presente, países seletos)
- Chrysler Grand Voyager (1988-presente, países seletos)

- Chrysler Imperial Roadster 1927
- Chrysler Airflow, primeiro carro projetado no túnel de vento em 1934
- Chrysler PT Cruiser
- Chrysler Tow & Country 2010
- Chrysler 300 Limited 2012